# Marianne Zwagerman
Marianne Zwagerman (Nederhorst den Berg, 1969) is een Nederlandse schrijfster, columniste en media-onderneemster.

## Loopbaan
Zwagerman was in de jaren negentig werkzaam als lobbyist voor autogas, voor ze bij de Telegraaf Media Groep kwam. Daar was ze onder meer directeur digitale media en medeverantwoordelijk voor de overname van de website GeenStijl. Zwagerman is medeoprichter van de publieke omroepen PowNed en WNL. In 2009 werd de ziekte van Menière van bij haar gediagnosticeerd en moest ze de TMG verlaten.
In 2011 kwam haar eerste boek uit, Een webshop is geen carrière. Ontsnap uit het mutsenparadijs. De uitgave leidde tot veel discussie en media-aandacht. Zwagerman had elke dinsdag een radiocolumn op BNR Nieuwsradio tot BNR afscheid nam van columnisten Zwagerman en Cees de Kort. Als mediacriticus was ze tussen 2014 en 2017 om de week te horen in het mediaforum op NPO Radio 1 in het KRO-NCRV-programma De Ochtend. Daarnaast was ze regelmatig opinieleider op radio en tv bij WNL en dagvoorzitter op diverse vakgebieden, waaronder media. Verder publiceerde Zwagerman in verschillende tijdschriften, waaronder Elle en het vakblad Adformatie. In de Net5-serie Drive for succes gaf zij elke week carrièretips, gebaseerd op haar eerste boek. Haar oordeel dat de klimaatwetenschap te jong was om een oordeel te vellen over het klimaat en klimaatverandering werd bekritiseerd door Pieter Derks en anderen. Sinds 2021 maakt ze met Rick van Velthuysen de wekelijkse podcast Op z'n Kop! voor PowNed. In 2022 begon ze de opiniewebsite en gelijknamige podcast Dwarsnieuws.
In 2017 schreef ze op Twitter over de mensen op Sint Maarten: Je hóeft niet op een eiland te wonen waar eens in de zoveel jaar een orkaan alles verwoest. En tijdens de coronacrisis in Nederland zei ze in 2020 dat we moeten accepteren dat mensen in risicogroepen – die zij aanduidde met de term 'dor hout' – eerder doodgaan zodat de rest van het land zonder coronamaatregelen kan leven. NRC-columnist Marcel van Roosmalen veroordeelde haar stijl en thematiek als uiterst laag en verwerpelijk. Als reactie ontstond de actiegroep GeenDorHout.

## Publicaties
- Marianne Zwagerman: Een webshop is geen carrière. Ontsnap uit het Mutsenparadijs. Amsterdam, Bertram+de Leeuw Uitgevers, 2011. ISBN 978-94-6156-050-6
- Marianne Zwagerman: Leven als Jarmund (roman). Amsterdam, Q, 2014. ISBN 978-90-214-5595-2
- Marianne Zwagerman: Kluitjesvolk. Het hoeft niet! Amsterdam, Bertram+de Leeuw Uitgevers, 2016. ISBN 978-94-6156-220-3
- Marianne Zwagerman: Verslaafd aan drukinkt. De ondergang van de Telegraaf Media Groep. Amsterdam/Antwerpen, Volt, 2021. ISBN 978-90-2140-881-1

- Gemeinsame Normdatei: 1240797109
- International Standard Name Identifier: 0000 0003 9539 2483
- Nederlandse Thesaurus van Auteursnamen: 338485023
- Virtual International Authority File: 290076758